# جیرجیرک زانوسیاه نامیبیا
جیرجیرک زانوسیاه نامیبیا (نام علمی: Aprosphylus hybridus) نام یک گونه از تیره جیرجیرک‌های بیشه است.